# احتجاجات شارلوتسفيل 2017
مسيرة وحدوا اليمين كانت مسيرة مؤيدة لسيادة البيض حدثت في شارلوتسفيل بفيرجينيا، من 11 أغسطس إلى 12 أغسطس، عام 2017. كان المتظاهرون أعضاء من اليمين المتطرف وشملت أشخاص يتبعون اليمين البديل، الكونفدرالية الجديدة، الفاشيين الجدد، القوميين البيض، النازيين الجدد، كو كلوكس كلان، وميليشيات مختلفة. هتف المتظاهرون شعارات عنصرية ومعادية للسامية، وحملوا بنادق نصف آلية، ورموز نازية ونازية جديدة (مثل الصليب المعقوف والصليب الحديدي)، والأعلام الكونفدرالية، ورموز مختلفة لجماعات ضد المسلمين ومعادية للسامية. شملت الأهداف المعلنة للمنظمين توحيد حركة القومية البيضاء الأمريكية ومعارضة إزالة تمثال روبرت إي لي من لي بارك.
تلقت تعليقات الرئيس دونالد ترامب على شارلوتسفيل اهتماما سلبيا كبيرا. في بيانه الأولي حول المسيرة، لم يندد ترامب بالمتظاهرين بصورة صريحة، وبدلا من ذلك أدان «الكراهية والتعصب والعنف على العديد من الجوانب». في حين أن ترامب في وقت لاحق أعلن أنه يدين النازيين الجدد إلا أن أول تصريح له وما أعقب ذلك من دفاه عنه، حيث أشار إلى وجود «أشخاص جيدين جدا على كلا الجانبين»، رأى النقاد أن ذلك يعني قصده وجود تكافؤ أخلاقي بين أصحاب معتقد سيادة العرق الأبيض والمتظاهرين الذين تظاهروا ضدهم، وتم تفسير ذلك من قبل الكثيرين كعلامة على أنه متعاطف مع سيادة البيض. أثار التجمع والاشتباكات المحيطة به رد فعل عنيف ضد جماعات سيادة العرق الأبيض في الولايات المتحدة الأمريكية، وتعرضت عدد من الجماعات التي شاركت في المسيرة إلى إلغاء مناسبات خاصة بها من قبل الجامعات وإغلاق حساباتها المالية وحسابات وسائل التواصل الاجتماعي من قبل الشركات الكبرى. قاد بعض مستخدمي تويتر حملة لإذلال المتظاهرين في المسيرة علنيا؛ وأقيل بعض المتظاهرين من وظائفهم نتيجة الحملة.
تم عقد مسيرة أخرى بمناسبة الذكرى السنوية في 11-12 أغسطس، 2018، في واشنطن العاصمة كان من المتوقع أن تواجه المسيرة احتجاجات كبيرة من المنظمات الدينية، ومنظمات الحقوق المدنية والجماعات المناهضة للفاشية. إلا أن المسيرة تألفت من 20-30 شخص فقط وسط الآلاف من المتظاهرين المناهضين.

## القبض على منفذ العملية
في يوم 13 أغسطس 2017 ألقت الشرطة الأمريكية على منفذ عملية الدهس ونقلت قناة فوكس نيوز أن مسئول قال إن سائق السيارة هو رجل وتم احتجازه. ولم يدل بتفاصيل عن هويته وتم التأكد من العملية أنها حادث متعمد بعد أقوال شهود العيان.

## ردود الفعل

### المحلية
- اضطر حاكم الولاية إلى إعلان حالة الطوارئ فيما سعت قوات الأمن إلى احتواء الاشتباكات العنيفة.[32]
- قال الرئيس الأمريكي دونالد ترامب «لقد اتفقنا على أنه يجب وقف الكراهية والانقسام في الوقت الحالي. يجب أن نتحد كأميركيين على حب أمتنا وتبادل المودة الحقيقية بين بعضنا البعض».[33]
- سارعت جماعات الحرية المدنية إلى انتقاد سياسات وخطاب الرئيس الأمريكي دونالد ترامب.[34]
- أدان العديد من أعضاء مجلس الشيوخ الجمهوريين في الولايات المتحدة ووصفوه بأنه «عمل إرهابي محلي»، ودعوا إلى إجراء تحقيق في هذه القضية.[35]

### الدولية
- قالت وزيرة الخارجية البريطانية تيريزا ماي في تغريدة في حسابها في تويتر: اننا نتعاطف وندعو لشارلوتسفيل ونؤكد أن بريطانيا تقف مع الولايات المتحدة ضد العنصرية والكراهية والعنف.[36]